# Alberca Olímpica (UNAM)
La Alberca Olímpica es un espacio deportivo y de recreación de la Ciudad universitaria de la Universidad Nacional Autónoma de México, en la Ciudad de México. Fue diseñada por los arquitectos Félix T. Nuncio, Ignacio López Bancalari y Enrique Molinar. Ha albergado a Juegos Olímpicos, Panamericanos y Centroamericanos.
Atiende al año a 130 mil universitarios, 600 diarios en promedio. Es escenario de competencias de waterpolo, nado sincronizado, buceo, clavados y nado con aletas. Según la perspectiva, tiene forma de República mexicana o de microscopio, y está rodeada de canchas de baloncesto y voleibol, tribunas para unos 6 mil espectadores y áreas verdes.
Cuenta con la sección de alberca para competencias, la zona de polo acuático, la fosa de clavados, un área de uso recreativo y una clínica especial.

## Historia
Se inauguró el 10 de marzo de 1954 como parte del complejo arquitectónico de Ciudad universitaria y se le consideró la piscina más grande del mundo. En ese año recibió las competencias de natación de los VII Juegos Deportivos Centroamericanos y del Caribe. Posteriormente, en 1955, fue sede de las competencias acuáticas de los II Juegos Deportivos Panamericanos.
En 1968, fue escenario de los Juegos Olímpicos en las eliminatorias de polo acuático.